# Schürmann-Bau

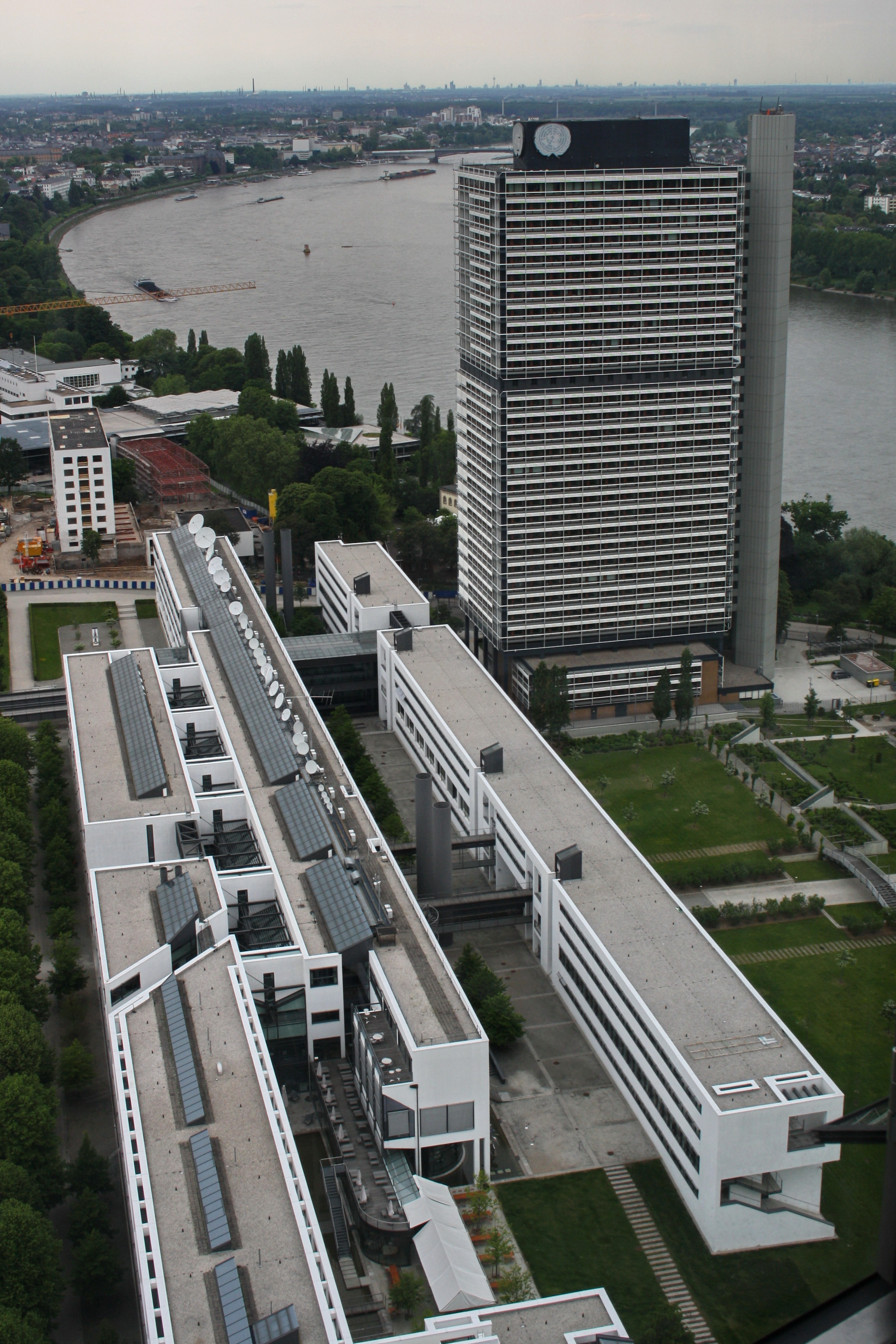
Der Schürmann-Bau (vorne) mit dem Langen Eugen (hinten rechts)

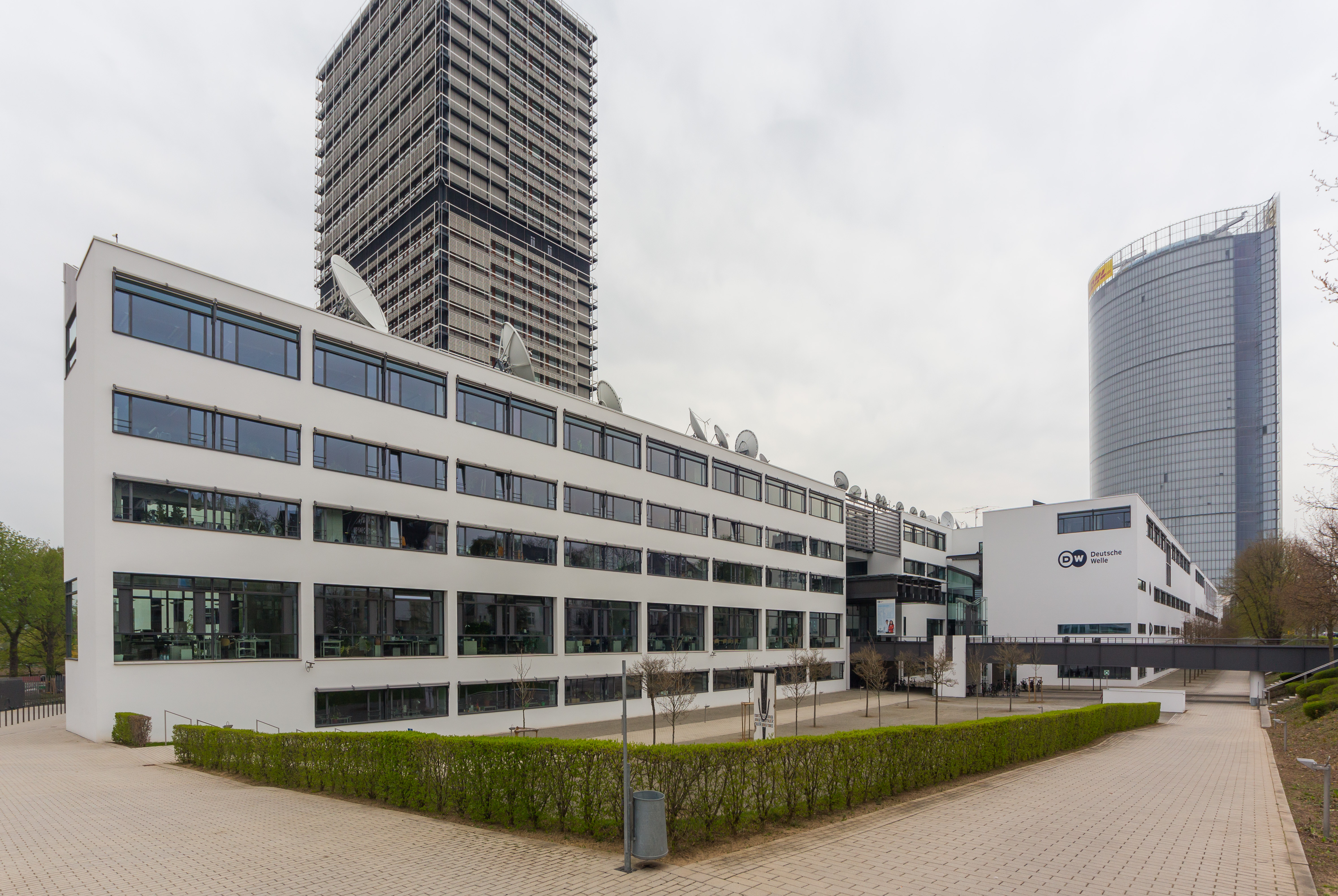
Der Schürmann-Bau mit dem Post Tower im Hintergrund

Der Schürmann-Bau ist ein Bürogebäude im Bonner Ortsteil Gronau, das 2002 fertiggestellt wurde. Benannt ist es nach seinem Architekten Joachim Schürmann. Das Gebäude beherbergt heute die Zentrale der Deutschen Welle, nachdem es ursprünglich als Abgeordnetenbürohaus geplant war und 1993 durch ein Rheinhochwasser schwer beschädigt wurde. Im Herbst soll der Fernsehsender Phoenix in den Bau einziehen. Der Schürmann-Bau gilt mit geschätzten 700 Millionen Euro Baukosten als eines der teuersten Gebäude der deutschen Nachkriegsgeschichte.

## Lage
Der Schürmann-Bau erstreckt sich auf einer Länge von etwa 300 m an der Ostseite der gegenüberliegend von Villen bestandenen Kurt-Schumacher-Straße, zwischen dem Post Tower im Südosten und der ehemaligen Hermann-Ehlers-Straße im Nordwesten. Nördlich grenzt das Bundeshaus an, im Nordosten das ehemalige Abgeordnetenhochhaus Langer Eugen.

## Geschichte
Anfang der 1980er Jahre beschloss der Bundestag, Abhilfe für die beengten Platzverhältnisse im Abgeordnetenhochhaus „Langer Eugen“ zu schaffen. In einem Gutachterverfahren, zu dem die Architekturbüros Behnisch und Partner (Stuttgart), Böhm (Köln), von Branca (München), Busmann und Haberer (Köln), Novotny, Mähner und Weber (Offenbach/Bonn) sowie Schürmann (Köln) aufgefordert wurden, Entwürfe einzureichen, setzte sich 1983 schließlich der Entwurf des Kölner Architekturbüros Schürmann durch. Die Bauarbeiten begannen 1989, als Einzugstermin wurde 1995 geplant. Für den Schürmann-Bau mussten die auf dem Grundstück gelegenen Sportanlagen samt Gronaustadion, bis zur Eröffnung des Sportparks Nord (1970) Zentrum des Bonner Sports, geschlossen und abgerissen werden.

### Das Hochwasser
Im Dezember 1993 stieg der Rhein auf ein Hochwasser das fast dem von 1926 entsprach. Am 22. Dezember 1993 erreichte das Hochwasser Bonn, dabei stieg auch der Grundwasserspiegel. Der im Rohbau befindliche Schürmann-Bau, bei dem die Wanne der Tiefgarage bereits fertig betoniert war, schwamm auf, und das Gebäude hob sich stellenweise bis zu 70 Zentimeter. Tage zuvor war ein großer Teil der Lüftungsanlage geliefert und in der Tiefgarage gelagert worden. Kompetenzstreitigkeiten seitens der Bauleitung verhinderten damals ein rechtzeitiges Fluten der Tiefgarage, welches das Aufschwimmen des Bauwerks hätte verhindern können. Dabei wären große Teile der gelieferten Lüftungskomponenten unter Wasser gesetzt worden. Nach dem Rückzug des Hochwassers setzte sich der Rohbau ungleichmäßig, wobei er „verkantete“. Dadurch wurde die Bausubstanz schwer beschädigt.
In der Folge entbrannte ein heftiger politischer und juristischer Streit um die Schuldfrage.
Am 16. November 2007, vierzehn Jahre nach dem Hochwasser, endete ein zehnjähriger Rechtsstreit zwischen der Bundesrepublik Deutschland als Bauherr und den drei Baufirmen. Vor der 1. Zivilkammer des Bonner Landgerichts einigte man sich auf einen Vergleich. Von den ursprünglich 73,7 Mio. Euro, die der Bund forderte, werden nun 55 Mio. gezahlt. Ursprünglich verlangte der Bund 1997 vom Architekten, der mit der Bauaufsicht beauftragt war (nicht Schürmann) und den Baufirmen zusammen 300 Millionen DM. Mit dem Architekten einigte man sich außergerichtlich.

### Weiterbau
Im Juli 1997 fiel die Entscheidung, das Gebäude zu sanieren. Im Juni 2000 – inzwischen war der Bundestag nach Berlin umgezogen – wurde Richtfest gefeiert und am 27. Juni 2002 wurde der Schürmann-Bau offiziell seiner Bestimmung übergeben. Seit Juli 2003 wird er als Zentrale und Funkhaus der Deutschen Welle genutzt. Die Betreuung der Liegenschaft oblag zunächst der Bundes- und Landesliegenschaftsbetreuung Nordrhein-Westfalen, 2007 wurde sie dem Bundesamt für Bauwesen und Raumordnung übertragen. Bei der Errichtung des Gebäudes waren einzelne Bauleistungen mangelhaft ausgeführt worden; die daraus resultierenden Mängel sollten nach Abschluss langwieriger Rechtsstreitigkeiten in den Jahren 2019 und 2020 behoben werden, darunter eine Sanierung der Wasserbecken und eine Grundsanierung des Stahl-Glas-Daches der Eingangshalle.
2022 gab der Fernsehsender Phoenix bekannt, vom ehemaligen ZDF-Hauptstadtstudio Bonn im Jahr 2024 auch in den Schürmann-Bau umzuziehen. Aufgrund von Lieferschwierigkeiten verzögert sich dieser Termin allerdings auf Ende 2025.

## Rezeption
Im Jahr 2004 erhielt Schürmann für sein Bauwerk einen von fünf alle drei Jahre ausgelobten Architekturpreisen Auszeichnung guter Bauten 2003 des regionalen BDA Bonn-Rhein-Sieg.
Architekturkritik

„Das, was die Alltagssprache unter Architektur versteht, ist den Schürmanns an diesem Bauwerk so exemplarisch wie nur möglich geraten: funktional einfallsreich und präzise; ausdrücklich durchlässig arrangiert; auf merkwürdig gelassene Weise detailverliebt; der Beton (…) unendlich fein behandelt; der Komplex im Ganzen wie im Einzelnen sehr spannungsvoll proportioniert; der Rhythmus der Fassaden von temperamentvoller Gelassenheit.“

## Kunst am Bau
Im Außenbereich des Gebäudes befindet sich seit September 2004 eine Reihe von Kunstobjekten internationaler Künstler. Dazu gehören Fest für Neptun von Sokari Douglas Camp, Ich und der Hahn von Babak Saed und Comunicación cruzada von Manuel Marin.

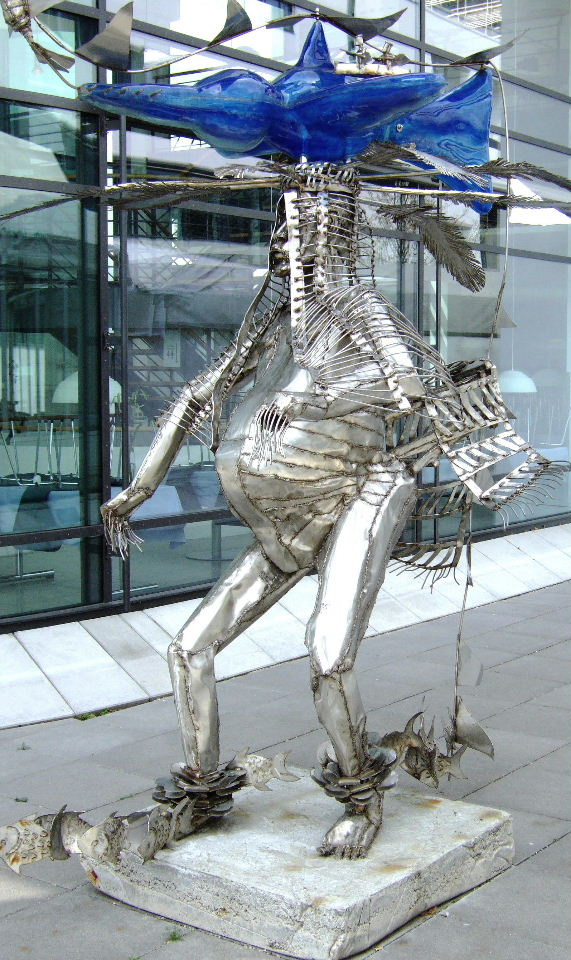
Sokari Douglas Camp: Fest für Neptun
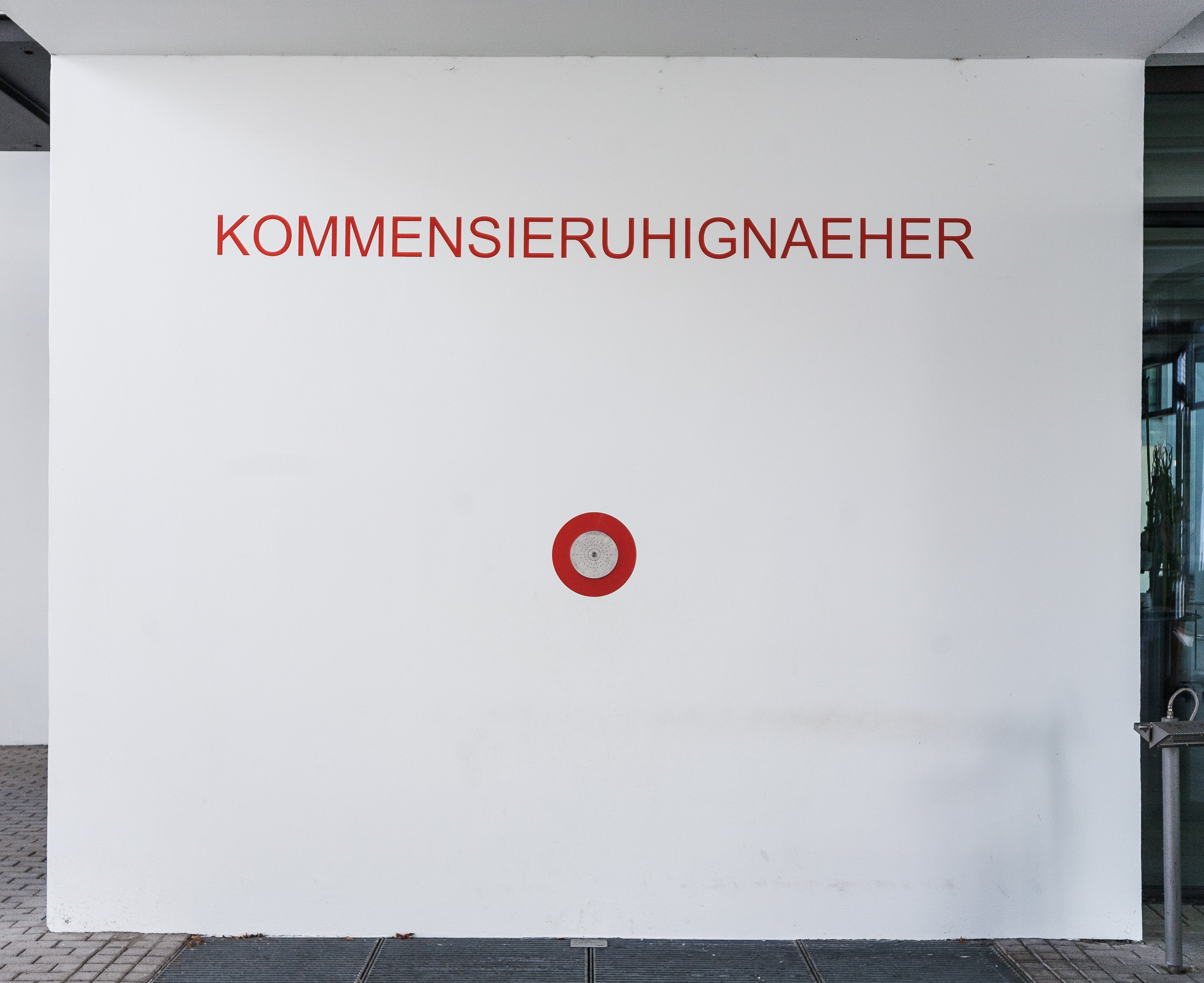
Babak Saed: Ich und der Hahn
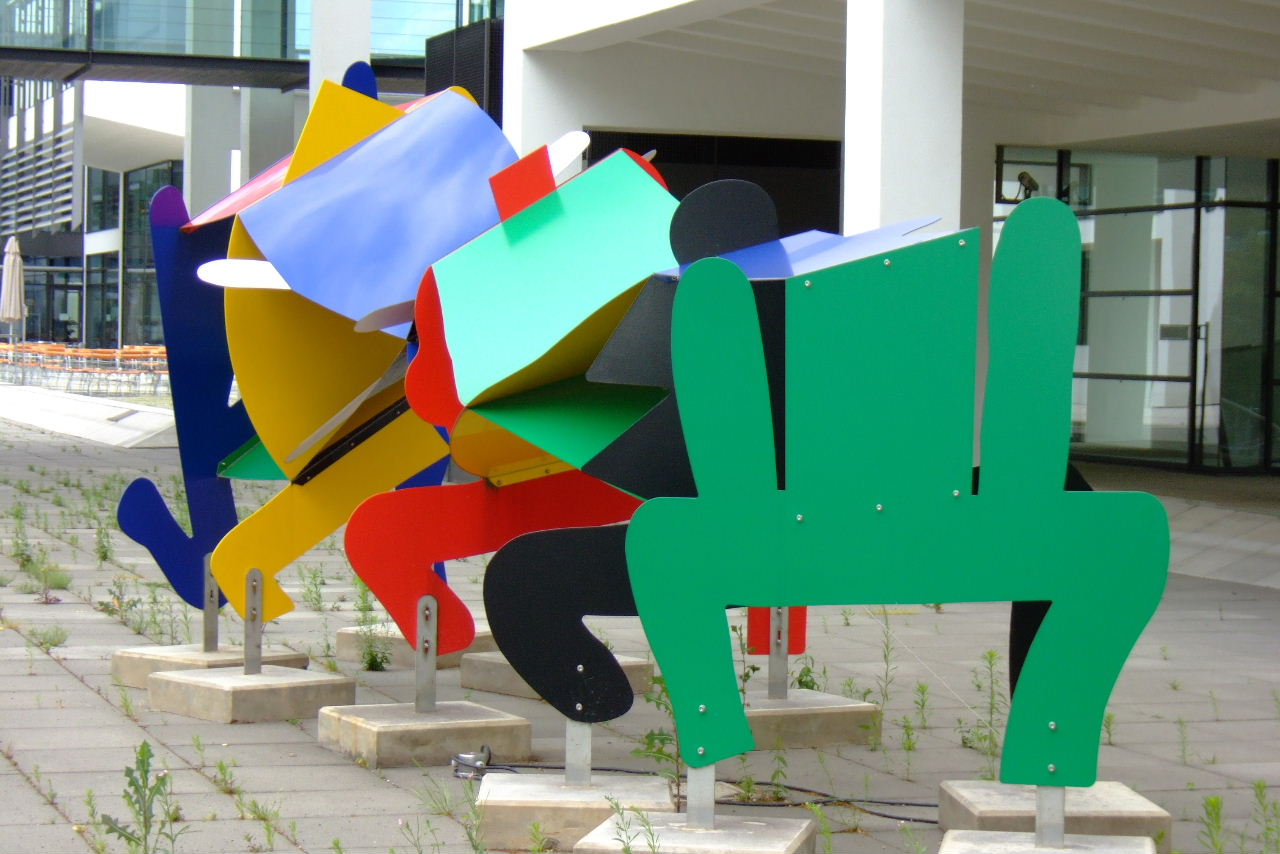
Manuel Marin: Comunicación cruzada